# Opsiphanes rubigatus
Opsiphanes rubigatus är en fjärilsart som beskrevs av Hans Ferdinand Emil Julius Stichel 1904. Opsiphanes rubigatus ingår i släktet Opsiphanes och familjen praktfjärilar. Inga underarter finns listade i Catalogue of Life.